# Les Ardoines (métro de Paris)
Ne doit pas être confondu avec Gare des Ardoines.
Les Ardoines est une future station de la ligne 15 du métro de Paris. Située à proximité de la gare des Ardoines, elle assurera la correspondance entre la ligne 15 et la ligne C du RER.

## Construction
La gare du RER C est susceptible de devenir un nœud de correspondance à l'horizon 2026,, où elle devrait aussi accueillir une station de métro souterraine de la ligne 15 du Grand Paris Express,,. La station de métro sera implantée entre la rue Léon-Geffroy et les voies du RER. Ses quais seront à une profondeur de 24 m. La conception de la station a été confiée à l'agence d'architectes Valode et Pistre. Denis Valode, faisant allusion à l’histoire industrielle du site, a conçu une structure de la station qui évolue de façon ascendante d’épaisses parois en béton vers de fines voiles perforées en dentelle. La construction de la station est confiée à un groupement d’entreprises constitué de Bouygues Travaux Publics, en qualité de mandataire solidaire, et de Soletanche Bachy France, Soletanche Bachy Tunnels, Bessac et Sade.
Hicham Berrada créera une installation artistique dans la station en coordination avec Denis Valode. Il s’agira d’une mise en abyme avec un aquarium en verre acrylique de 3 m de hauteur, 4 m de large et 50 cm de profondeur empli d'un liquide corrosif dans lequel s'érodera lentement — pendant plusieurs siècles — la maquette en bronze de la station,.
La station comportera également sur ses quais une fresque de Sandrine Martin.
La SGP signe en décembre 2017 avec le promoteur LinkCity le protocole de cession de charges foncières prévoyant la construction d’une tour d’environ 60 mètres de haut devant accueillir 227 studios pour étudiants et un bâtiment-pont en surplomb de la station de la ligne 15 sud pour abriter un hôtel. Cette opération sur 10 000 m2 s’inscrit dans une opération plus vaste prévue entre 140 000 et 180 000 m2 à dominante tertiaire remportée par le promoteur dans le cadre de l’appel à projets Inventons la métropole.
Les 19 et 20 mai 2018, le passage souterrain qui assurera la correspondance entre la gare et la future station de métro de la ligne 15 est mis en place lors d'une interruption de trafic du RER C d'une durée de 54 h,. Ce passage souterrain a été mis en service par SNCF Réseau le 19 décembre 2019 et pourra être utilisé par les voyageurs,.
Les travaux de génie civil de la station de métro démarrent en juin 2017 avec la réalisation des parois moulées. La construction des parois moulées et de la boîte de la future station est terminée. Le tunnelier Aby l'atteint en décembre 2019. Au début de l’été 2021, une étape importante du chantier s’est achevée aux Ardoines. Le groupement Horizon, en charge de la construction des espaces souterrains, a cédé sa place à Eiffage pour réaliser la phase suivante des travaux : l’aménagement et l’équipement de la gare.
Les compagnons ont procédé en 2022 au ripage de la passerelle qui reliera la gare de la ligne 15 Sud aux voies du RER C. La passerelle a été assemblée sur le chantier directement, avant d'être glissée sur des poutres jusqu'aux appuis définitifs ancrés de part et d'autre des voies.
Les premiers escaliers mécaniques de la gare ont été posés en 2023, puis cette année les premiers ascenseurs. Le sol identitaire, commun à toutes les gares du Grand Paris Express, et le revêtement mural habillent déjà plusieurs espaces de la gare. À 28 mètres de profondeur, le chantier se poursuit et les façades de quais seront posées tour à tour dans les prochaines semaines.

## Centre de maintenance
Un centre de maintenance des infrastructures du Grand Paris Express est prévu au sud de la station. Il sera également relié au RER C.

## Correspondances
La station sera en correspondance avec la ligne C du réseau express régional à la gare des Ardoines.

## Futur terminus de la ligne 10
Un prolongement ultérieur de la ligne 10 du métro après 2030 est souhaité jusqu'à la gare des Ardoines au lieu de la mairie de Vitry afin de réaliser une connexion avec la future ligne 15 du métro, la future ligne 5 du T Zen et la ligne C du RER. Or les élus souhaitent une mise en service autour de 2030. Le SDRIF 2030 adopté en octobre 2013 liste la réalisation de ce projet parmi d'autres prolongements pour l'après 2030.